# ラ・ヴァレット (DD-448)
ラ・ヴァレット (USS La Vallette, DD-448) は、アメリカ海軍の駆逐艦。フレッチャー級。艦名はエリー・A・F・ラ・ヴァレット海軍少将に因む。この名を持つ艦としては2隻目。

## 艦歴
「ラ・ヴァレット」は太平洋戦争開戦前の1941年11月27日にニュージャージー州カーニーのフェデラル・シップビルディング・アンド・ドライドック社で起工され、1942年6月21日、ルーシー・ラ・ヴァレット・リテル（ラ・ヴァレット少将の曾孫）によって、同日起工された姉妹艦の「ジェンキンス」と同時に進水。同年8月12日、艦長H・H・ヘンダーソン少佐の指揮下就役した。

### 第二次世界大戦
カリブ海および大西洋での訓練、護衛任務の後、「ラ・ヴァレット」は1942年12月16日にニューヨークを出航、パナマ運河および太平洋での任務に向かう。ガダルカナル島沖での第18任務部隊の護衛に従事していた1943年1月29日にレンネル島沖海戦に参加し、「ラ・ヴァレット」は最初の交戦状態に入る。「ラ・ヴァレット」は敵機3機を撃墜した。
翌1月30日、重巡洋艦「シカゴ」を護衛中に再び攻撃を受ける。「ラ・ヴァレット」は一式陸上攻撃機6機を撃墜したが、敵機の魚雷を受け損傷、22名が死亡した。応急修理のためエスピリトゥサント島の乾ドックまで牽引され、その後メア・アイランド海軍工廠に向かい4月1日に到着した。
修理完了後、「ラ・ヴァレット」は8月6日に真珠湾に向けて出航した。
1944年12月からフィリピンで活動し、1945年2月14日に触雷して死者6名、負傷者23名を出した。
「ラ・ヴァレット」は8月7日にカリフォルニア州サンディエゴに向けて出航し、1946年4月16日に退役、予備役艦隊入りした。同地で1969年まで保管された後、1974年にペルーへ予備部品として売却された。
「ラ・ヴァレット」は第二次世界大戦の戦功で10個の従軍星章を受章した。